# 哈罗盖特站
哈罗盖特車站（英語：Harrogate railway station）是位於英國的鐵路車站，位於英格蘭北約克郡城鎮哈罗盖特。車站位於哈羅蓋特線上，位於利茲以北29公里（18.25英里）處。北方列車經營該站並提供本地客運列車服務，倫敦東北鐵路公司則每天有六班往返倫敦國王十字車站的服務。